# Яренга
Яренга (на руски: Яренга) е река в Република Коми и Архангелска област на Русия, десен приток на Вичегда (десен приток на Северна Двина). Дължина 281 km. Площ на водосборния басейн 5140 km².
Река Яренга води началото си на 173 m н.в., на 5 km югоизточно от станция Вежайка на жп линията Микун – Усогорск, в западната част на Република Коми. Насочва се на северозапад и след около 30 km навлиза на територията на Архангелска област. Тук реката в началото тече на югозапад, след това на юг и накрая на югоизток, като цялото ѝ течение образува голяма дъга, изпъкнала на северозапад. Долината ѝ е широка, плитка и силно заблатена. Влива се отдясно в река Вичегда (десен приток на Северна Двина), при нейния 200 km, на 60 m н.в., на 4 km южно от районния център село Яренск, в югоизточната част на Архангелска област. Основни притоци: леви – Вежай (95 km); десни – Киваж (67 km), Уктим (60 km), Очея (50 km), Червенка (52 km). Има смесено подхранване с преобладаване на снежното. Среден годишен отток на 23 km от устието 48,8 m³/s, с ясно изразено пълноводие от средата на април до средата на юни. Замръзва през октомври, а се размразява в края на април или 1-вата половина на май. По течението на реката са разположени няколко малки населени места.